# Comunione dei santi

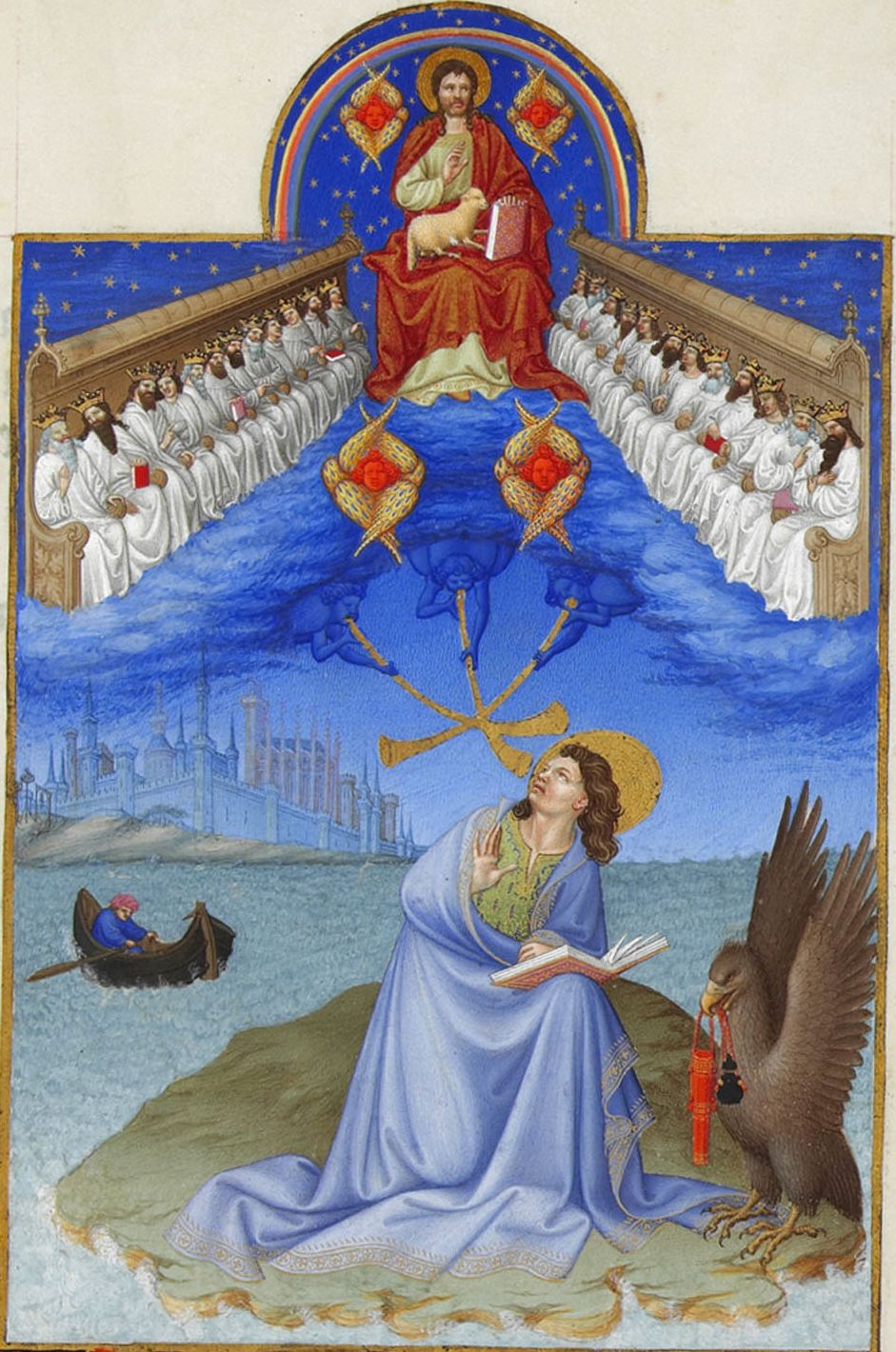
Fratelli Limbourg, San Giovanni a Patmos, XV secolo

Con l'espressione comunione dei santi nella dottrina cristiana si intende la stretta unione che esiste tra i cristiani e Gesù Cristo e conseguentemente tra di loro.
Secondo questa dottrina i cristiani non sono dei singoli credenti ma un "popolo", una "comunità" di credenti; in una parola essi formano il corpo mistico di Gesù Cristo risorto.

## Fondamento neotestamentario
Questa dottrina si fonda su vari passi del Nuovo Testamento; in particolare viene utilizzato l'esempio del corpo descritto da san Paolo nelle sue lettere: 

Di conseguenza san Paolo ne ricava l'intima unione tra i cristiani: 

## Nella cristianità antica
Il testo più antico in cui compare la terminologia di "comunione dei santi" ("communio sanctorum") è il quinto libro delle "Istruzioni per i candidati al battesimo" (Competentibus ad baptismum instructionis libelli sex) scritto da san Niceta di Remesiana nel IV secolo. Il libretto, intitolato De explanatione Symboli, mira a spiegare il simbolo apostolico. Secondo San Niceta la chiesa è "sanctorum omnium congregatio" e in essa partecipano tutti coloro che sono in grazia di Dio, vivi, defunti o nascituri, compresi quindi anche i giusti dell'antico testamento e gli angeli. Egli scrive: «...justi qui fuerunt, qui sunt, qui erunt una ecclesia sunt...Ergo in hac ecclesia crede te communionem consecuturum esse sanctorum...».
Nelle versioni latine del Simbolo degli apostoli, a partire dal IV secolo, la Chiesa è definita come "Comunione dei santi".
La città di Dio di sant'Agostino riprende il concetto della Comunione dei santi. I cristiani infatti appartengono alle città del mondo, che sono città del Diavolo, dalle quali traggono profitto e al cui ordine contribuiscono, ma nello stesso tempo formano un'unica città di Dio accomunata dall'amore per Dio stesso e dalla ricerca della beatitudine eterna. Le due città resteranno mescolate fino al Giorno del giudizio in cui Dio le separerà.

## Nella teologia cattolica
Secondo questa dottrina della  Chiesa cattolica la comunione non si interrompe con la morte, ma continua anche dopo. Per questo motivo i santi  possono intercedere grazie presso Dio per i cristiani che sono in terra. Invece i cristiani possono pregare, ottenere indulgenze in favore dei defunti le cui anime sono in Purgatorio. 
I santi non sono quindi solo quelli proclamati dai papi, che si trovano nel calendario, e venerati in Chiesa:  santi sono tutti coloro che si trovano in Purgatorio e in Paradiso al cospetto di Dio, principio e fonte di ogni regalità e di ogni santità. Quindi i santi sono molti di più, e comprendono tutta la gerarchia degli angeli (puro spirito) del Paradiso rimasti fedeli a Dio, e le anime dei morti in attesa della risurrezione finale della carne:
- le anime che in vita ripararono i peccati e meritarono di avere il Paradiso subito dopo la morte,
- le anime condotte da san Michele Arcangelo dal Purgatorio in Paradiso a seguito di preghiere (e Messe) di liberazione e suffragio terrene,
- le anime rimaste in Purgatorio, in attesa che termini il tempo di espiazione;
- tutti i casi di assunzione al Cielo in anima e corpo umano-terreno: dal profeta Elia (2Re 2, 11) a Maria Assunta.

Inoltre la fede e le buone azioni dell'uno possono influire su tutti gli altri. Infatti, essendo membra del solo corpo di Cristo, come le parti di unico organismo, possono attingere al Tesoro della Chiesa, vale a dire agli infiniti meriti di salvezza del Risorto, ai meriti speciali della Vergine Maria e degli altri santi, ai meriti della retta fede e buone opere dei viventi.

### Nel Concilio Vaticano II
La costituzione apostolica Lumen gentium  indirettamente si riferisce alla Comunione dei santi, alle messe di suffragio e indulgenze per le anime del Purgatorio, nonché alla loro partecipazione celeste alla Messa e alla preghiera per l'intercessione dei santi presso Dio:
(LG  49)
I concetti sono sviluppati anche da LG 50.La Comunione dei Santi esplicitamente menzionata a numero 69,sezione conclusiva di questo documento centrale per il Concilio Vaticano II.